# Индийцы в Австралии
Индийцы в Австралии (Индоавстралийцы) — четвёртая этническая общность Австралии (после англичан, китайцев, немцев), составляющая значительную долю население страны. Индийская община в Австралии представлена в основном пенджабами и тамилами.
Индийская миграция началась с XVII века, а по некоторым данным ещё раньше. Но массовая иммиграция в Австралию (как сейчас) началась только с 2003 года, и теперь миграция только набирает обороты. Доля население индийского происхождение в Австралии растёт и составляет уже от 7 % до 12 %.